# Adam Wajrak
Adam Jerzy Wajrak (ur. 3 lipca 1972) – polski działacz na rzecz ochrony przyrody i dziennikarz związany z „Gazetą Wyborczą”. Autor artykułów i książek o tematyce przyrodniczej.

## Życiorys
Syn Teresy Wajrak. Wychowywał się na warszawskim Żoliborzu. Jego rodzina mieszkała na jednym podwórku z Jackiem Kuroniem, któremu Wajrak pomagał w kampaniach wyborczych. W dzieciństwie i młodości zajmował się leczeniem chorych zwierząt, głównie ptaków, którym udzielał pomocy w domu.
Posiada wykształcenie średnie, ukończył LX Liceum Ogólnokształcące im. Wojciecha Górskiego, maturę zdał za drugim podejściem. W 1997 roku przeniósł się do Puszczy Białowieskiej. Mieszka w Teremiskach, wiosce położonej w Puszczy Białowieskiej, skąd pochodzą jego korespondencje przyrodnicze.
Adam Wajrak angażuje się w akcje mające na celu ochronę przyrody. W 2006 roku zainicjował zbieranie podpisów pod petycją w sprawie obrony Doliny Rospudy.

## Życie osobiste
Jest żonaty, jego żoną jest badaczka Nuria Selva Fernandez.

## Kontrowersje
W lutym 2010 roku miesięcznik „Press” poinformował, że Adam Wajrak był autorem dwóch tzw. artykułów sponsorowanych, na temat Puszczy Białowieskiej, opublikowanych jako artykuły redakcyjne w „Gazecie Wyborczej” i jej dodatku „Dużym Formacie” w ramach cyklu „Puszcza na dziko z Wajrakiem”. Publikacja obydwu artykułów sfinansowana została przez Ministerstwo Środowiska i kosztowała ponad 60 tysięcy złotych.
W artykułach Adama Wajraka ówczesny minister środowiska, prof. Maciej Nowicki przedstawiony został w bardzo korzystnym świetle. Dziennikarz ocenił, że „Minister Maciej Nowicki jest odważnym człowiekiem.”, zaś sekcję dotyczącą listów ministra do mieszkańców puszczy opatrzył tytułem „Trzeba mieć odwagę”. Adam Wajrak potwierdził te informacje, podkreślając jednak, że artykuły pisał zgodnie ze swoim sumieniem.
W wyniku doniesień medialnych na temat korzystnych dla ministra Nowickiego artykułów autorstwa Adama Wajraka, Jarosław Kurski zastępca redaktora naczelnego Gazety Wyborczej wydał oświadczenie, w którym zadeklarował, że wedle obowiązujących w gazecie zasad, nie wydaje ona artykułów na zlecenie i zapowiedział zwrot całości wypłaconej kwoty Ministerstwu Środowiska.

## Publikacje
Jest autorem lub współautorem następujących książek:
1. (Za)piski Wajraka (ISBN 83-85041-72-9)
2. Zwierzaki Wajraka (ISBN 83-240-0250-2, wspólnie z żoną Nurią Selva Fernández)
3. Kuna za kaloryferem, czyli nasze przygody ze zwierzętami (ISBN 83-240-0370-3, wspólnie z Nurią Selva Fernández)
4. Przewodnik prawdziwych tropicieli (ISBN 978-83-268-0515-8)
5. To zwierzę mnie bierze (ISBN 978-83-268-1249-1)
6. Wilki (ISBN 978-83-268-2305-3)
7. Umarły las (ISBN 978-83-268-239-85, wspólnie z Tomaszem Samojlikiem)
8. Lolek, Wydawnictwo Agora, 2017
9. "Zew Padliny" (ISBN 978-83-268-4111-8, wspólnie z Tomaszem Samojlikiem)
10. "Na Północ" (ISBN 978-83-268-3753-1)

## Nagrody i wyróżnienia
Jest laureatem wielu nagród, otrzymał m.in.:
- tytuł „Przyjaciela Przyrody” nadawany przez Pracownię Na rzecz Wszystkich Istot za serię artykułów o dużych drapieżnikach (1993 r.)
- medal od Ligi Ochrony Przyrody
- Nagrodę przyznawaną przez Stowarzyszenie Dziennikarzy Polskich w kategorii tekst specjalistyczny (1998 r.)
- wyróżnienie przyznane przez kapitułę Nagrody im. Hugona Steinhausa (1999 r.)
- Honorowy Tytuł Przyjaciela Puszczy Białowieskiej nadawany przez Towarzystwo Ochrony Puszczy Białowieskiej
- wyróżnienie Bohatera Europy przyznawane co roku przez amerykański tygodnik „Time” za obronę środowiska naturalnego (2005 r.). Wajrak był jednym z 37 laureatów i jedynym z Polaków w tym roku.
- Nagrodę im. Alfreda Lityńskiego w 2007 r.[10]
- Nagrodę im. Andrzeja Woyciechowskiego w 2007 r.[11]
- w 2011 r. otrzymał honorowe obywatelstwo Rzeczypospolitej Ptasiej
- Krzyż Kawalerski Orderu Odrodzenia Polski w 2014 r.[12]